# Prochasma albimonilis
Prochasma albimonilis är en fjärilsart som beskrevs av Louis Beethoven Prout 1927. Prochasma albimonilis ingår i släktet Prochasma och familjen mätare. Inga underarter finns listade i Catalogue of Life.